# Siemens Desiro
Siemens Desiro je družina elektromotornih (EMG) ali dizelskih garnitur (DMG), ki jih je razvil nemški Siemens Mobility. Glavne različice so Desiro Classic, Desiro UK, Desiro Double Deck ter kasnejše Desiro ML, Desiro City, Desiro RUS in Desiro HC. Vlaki se večinoma uporabljajo na regionalnih progah in imajo sorazmerno visoko hitrost pospeševanja. Te vlake poleg veliko drugih evropskih držav uporabljajo tudi Slovenske železnice (30 vlakov različice Desiro Classic) pod oznako SŽ 312/317 (EMG 312 SR 31E).

## Desiro Classic
Desiro Classic je prvotna različica Desiroja, ki so jo proizvajali med letoma 1998 in 2008. Na voljo je bila kot dizelska in elektromotorna garnitura.
| Država/Upravitelj                                    | Serija             | Slika | Uvedba | Število garnitur | Število členov | Pogon                               |
| ---------------------------------------------------- | ------------------ | ----- | ------ | ---------------- | -------------- | ----------------------------------- |
| Nemčija · Deutsche Bahn (DB) in zasebni prevozniki   | DB 642             |       | 1999   | 305              | 2              | dizelski                            |
| Romunija Căile Ferate Române (CFR)                   | CFR 96             |       | 2000   | 120              | 2              | dizelski                            |
| Slovenija Slovenske železnice (SŽ)                   | SŽ 312-0           |       | 2000   | 10               | 2              | električni (3 kV enosmerno)         |
| Slovenija Slovenske železnice (SŽ)                   | SŽ 312-1           | 20    | 2000   | 3                |                | električni (3 kV enosmerno)         |
| Grčija Organismos Sidirodromon Ellados (OSE)         | OSE 460            |       | 2000   | 20               | 5              | električni (25 kV izmenično, 50 Hz) |
| Danska Danske Statsbaner (DSB) in zasebni prevozniki | DSB MQ             |       | 2002   | 28               | 2              | dizelski                            |
| Evropska unija Dispolok                              | Siemens Trainguard |       | 2003   | 1                | 2              | dizelski                            |
| Avstrija · Avstrijske zvezne železnice (ÖBB)         | ÖBB 5022           |       | 2003   | 60               | 2              | dizelski                            |
| Madžarska Magyar Államvasutak (MÁV)                  | MÁV 416            |       | 2003   | 31               | 2              | dizelski                            |
| Grčija OSE                                           | OSE 660            |       | 2003   | 8                | 2              | dizelski                            |
| Bolgarija Bolgarski doržavni železnici (BDŽ)         | BDŽ 10             |       | 2005   | 25               | 2              | dizelski                            |
| ZDA · North County Transit District                  | NCTD Sprinter      |       | 2008   | 12               | 2              | dizelski                            |
| Bolgarija BDŽ                                        | BDŽ 30             |       | 2008   | 15               | 3              | električni (25 kV izmenično, 50 Hz) |
| Bolgarija BDŽ                                        | BDŽ 30             | 10    | 2008   | 4                |                | električni (25 kV izmenično, 50 Hz) |

## Desiro UK
Desiro UK je bil razvit posebej za uporabo v Veliki Britaniji.
24. aprila 2001 je bila podpisana pogodba za dostavo 1200 garnitur Desiro UK v Veliko Britanijo. Prvi vlak (razred 450) je bil predstavljen leto kasneje, 24. aprila 2002, v preizkuševalnem središču Wegberg-Wildenrath. Naslednik Desiroja UK je Desiro City.
| Upravitelj                                                                  | Razred | Slika | Uvedba                                                                                | Število garnitur | Število členov                  | Pogon                                                                                                   |
| --------------------------------------------------------------------------- | ------ | ----- | ------------------------------------------------------------------------------------- | ---------------- | ------------------------------- | --- |
| Anglija FirstGroup - TransPennine Express                                   | 185    |       | 2005                                                                                  | 51               | 3                               | dizelski                                                                                                |
| Anglija Central Trains, London Midland, First TransPennine Express          | 350    |       | Razred 350/1: 2005 Razred 350/2: 2008/2009 Razred 350/3: 2014 Razred 350/4: 2013/2014 | 107              | 4                               | izmenična napetost 25 kV, 50 Hz (nadzemna napeljava) enosmerna napetost 650 V (elektrificirane tirnice) |
| Anglija Razred 360/1: National Express Group Razred 360/2: Heathrow Connect | 360    |       | Razred 360/1: 2003 Razred 360/2: 2005                                                 | 26               | Razred 360/1: 4 Razred 360/2: 5 | izmenična napetost 25 kV, 50 Hz (nadzemna napeljava)                                                    |
| Škotska First ScotRail                                                      | 380    |       | 2010                                                                                  | 38               | 3, 4                            | izmenična napetost 25 kV, 50 Hz (nadzemna napeljava)                                                    |
| Anglija South West Trains                                                   | 444    |       | 2004                                                                                  | 45               | 5                               | enosmerna napetost 650 V (elektrificirane tirnice)                                                      |
| Anglija South West Trains                                                   | 450    |       | 2004                                                                                  | 127              | 4                               | enosmerna napetost 650 V (elektrificirane tirnice)                                                      |

Na britanskem razredu 360/2 sta bili zasnovani dve različici garniture Desiro UK za Tajske železnice za povezavo med Bangkokom in letališčem Suvarnabhumi.
| Upravitelj                      | Vrsta       | Slika | Uvedba | Število garnitur | Število členov | Pogon                                                |
| ------------------------------- | ----------- | ----- | ------ | ---------------- | -------------- | ---------------------------------------------------- |
| Tajska Tajske državne železnice | Mestni vlak |       | 2008   | 5                | 3              | izmenična napetost 25 kV, 50 Hz (nadzemna napeljava) |
| Tajska Tajske državne železnice | Hitri vlak  |       | 2008   | 4                | 4              | izmenična napetost 25 kV, 50 Hz (nadzemna napeljava) |

## Desiro City
Kot naslednika Desiroja UK je Siemens 23. julija 2009 predstavil Desiro City. Prva pogodba je bila sklenjena junija 2013 dobavo 1140 garnitur za južnoangleško mrežo "Thameslink".
| Upravitelj                       | Serija     | Slika | Uvedba    | Število garnitur | Število členov | Pogon                                                                                                   |
| -------------------------------- | ---------- | ----- | --------- | ---------------- | -------------- | --- |
| Anglija Govia Thameslink Railway | Razred 700 |       | 2016      | 115              | 8, 12          | izmenična napetost 25 kV, 50 Hz (nadzemna napeljava) enosmerna napetost 750 V (elektrificirane tirnice) |
| Anglija South West Trains        | Razred 707 |       | 2016/2017 | 30               | 5              | enosmerna napetost 750 V (elektrificirane tirnice)                                                      |
| Anglija Govia Thameslink Railway | Razred 717 |       | 2018      | 25               | 6              | izmenična napetost 25 kV, 50 Hz (nadzemna napeljava) enosmerna napetost 750 V (elektrificirane tirnice) |

## Desiro ML
Desiro MainLine je elektromotorna različica Desiroja za srednjeevropski trg, namenjena primestnemu prometu. Junija 2016 je Siemens kot naslednika Desiroja ML predstavil Siemens Mireo.
| Država/Upravitelj                                | Serija                     | Slika | Uvedba    | Število garnitur | Število členov | Pogon                                                             |
| ------------------------------------------------ | -------------------------- | ----- | --------- | ---------------- | -------------- | ----------------------------------------------------------------- |
| Nemčija · Trans Regio Deutsche Regionalbahn GmbH | TDR 460                    |       | 2008      | 17               | 3              | izmenična napetost 15 kV, 16,7 Hz                                 |
| Belgija · NMBS/SNCB                              | SNCB AM 08                 |       | od 2009   | 305              | 3              | izmenična napetost 25 kV, 50 Hz enosmerna napetost 3 kV           |
| Rusija · Ruske železnice (RŽD)                   | RŽD serija ЭС1L "Lastočka" |       | 2011–2013 | 294              | 5              | izmenična napetost 25 kV, 50 Hz enosmerna napetost 3 kV           |
| Avstrija · Avstrijske zvezne železnice (ÖBB)     | ÖBB 4744/4746 cityjet      |       | od 2015   | 165              | 3              | izmenična napetost 15 kV, 16,7 Hz izmenična napetost 25 kV, 50 Hz |
| Avstrija/ · Madžarska · Raaberbahn (GySEV)       | GySEV 4744 ventus          |       | 2016      | 5                | 3              | izmenična napetost 25 kV, 50 Hz izmenična napetost 15 kV. 16,7 Hz |

## Desiro Double Deck
Kot prototip dvonadstropne različice Desiro Double Deck je bila izdelana preizkusna garnitura DB serije 445, znana kot "Meridian". Vozilo je pridobilo odobritev zveznega urada za železnice, vendar kljub temu ni prišlo v uporabo; kasneje je bilo razdrto. V letih 2006 do 2008 so bile serijsko izdelane štiridelne dvonadstropne garniture za züriški primestni promet.
| Država/Upravitelj                             | Serija       | Slika | Uvedba       | Število garnitur | Število členov | Pogon              |
| --------------------------------------------- | ------------ | ----- | ------------ | ---------------- | -------------- | ------------------ |
| Nemčija · Deutsche Bahn (ni prišel v uporabo) | DB 445       |       | izdelan 1998 | 1                | 3              | izmenična napetost |
| Švica SBB (S-Bahn Zürich)                     | SBB RABe 514 |       | 2006         | 61               | 4              | izmenična napetost |

## Desiro HC
Desiro HC (High Capacity) je bil predstavljen na sejmu Innotrans 2014. Sestoji iz pogonskih enonadstropnih krajnih členov in dvonadstropnih vmesnih členov brez pogona.
| Država/Upravitelj               | Serija                           | Slika | Uvedba             | Število garnitur       | Število členov | Pogon                            |
| ------------------------------- | -------------------------------- | ----- | ------------------ | ---------------------- | -------------- | -------------------------------- |
| Nemčija · National Express      | 462 (Rhein-Ruhr-Express)         |       | 2018–2020          | 85                     | 4              | izmenična napetost 15 kV 16,7 Hz |
| Nemčija · DB Regio              | 1462 (Netz Rheintal)             |       | 2019–2020          | 15                     | 4              | izmenična napetost 15 kV 16,7 Hz |
| Izrael Rakevet Israel           | 60xx/40xx (Israel)               |       | od 2019            | 18 / 6 (možnost do 60) | 6 / 4          | izmenična napetost 25 kV 50 Hz   |
| Nemčija · Go-Ahead Bayern       | 2462 (Augsburger Netze)          |       | 2020–2022          | 12                     | 5              | izmenična napetost 15 kV 16,7 Hz |
| Nemčija · Ostdeutsche Eisenbahn | 3462 (Netz Elbe-Spree)           |       | 2021–2022          | 15 / 14                | 6 / 4          | izmenična napetost 15 kV 16,7 Hz |
| Nemčija · DB Regio              | 1462 (Netz Franken-Südthüringen) |       | od 2023            | 18                     | 4              | izmenična napetost 15 kV 16,7 Hz |
| Nemčija · DB Regio              | 4462 (Netz Franken-Südthüringen) |       | od 2024            | 8                      | 6              | izmenična napetost 15 kV 16,7 Hz |
| Nemčija · DB Regio              | 1462 (Netz Donau-Isar)           |       | predvidoma od 2024 | 25                     | 4              | izmenična napetost 15 kV 16,7 Hz |